# لويس راؤول ماريرو
لويس راؤول ماريرو (بالإنجليزية: Luis Raul Marrero)‏ هو مغني أمريكي، ولد في 23 يناير 1974 في سان خوان في بورتوريكو.

## وصلات خارجية
- الموقع الرسمي
- لويس راؤول ماريرو على موقع ميوزك برينز (الإنجليزية)
- لويس راؤول ماريرو على موقع أول ميوزيك (الإنجليزية)
- لويس راؤول ماريرو على موقع ديسكوغز (الإنجليزية)
- لويس راؤول ماريرو على موقع ديسكوغز (الإنجليزية)